# Thozamile Taki
Thozamile Taki (* 1971), přezdívaný "Třtinový vrah", je jihoafrický sériový vrah obviněný ze zabití 13 žen ve věku 18-25 let. Takiho přítelkyně Hlengiwe Nene je obžalovaná ze olupování obětí.

## Život
Taki byl zatčen v roce 2007. Své oběti měl znásilnit a uškrtit nebo ubít na plantážích s cukrovou třtinou nebo čajových plantážích u měst Umzinto a Port St. Johns. Části těla některých z jeho obětí měl Taki prodávat místním léčitelům nebo sangomám (léčitelům domorodých kmenů).
Během vyšetřování byl Taki poslán do věznice Westville. Dne 21. února 2010 se Taki spolu s osmi dalšími vězni pokusil o útěk. Spadl však ze střechy čtvrtého patra buněk, vážně se zranil, zatímco jeho komplici úspěšně unikli. Vyšetřování bylo přerušeno až do jeho uzdravení.
Dne 2. března 2010 požádal Taki (nyní na invalidním vozíku) soud, aby jeho přítelkyně byla propuštěna na kauci. Soudce zatím proces odročil, vyšetřování Takiho zločinů stále probíhá.
Během vyšetřování se Taki nechal slyšet, že bude spolupracovat, jen když mu budou strážní nosit speciální jídlo: džusy, čerstvé ovoce a kuřata z řetězce rychlého občerstvení KFC.